# Долан, Джо
Джо Долан — (англ. Joseph Francis Robert Dolan), (16 октября 1939 — 26 декабря 2007) ирландский певец и композитор.
Родился в Маллингаре. Рано начал работать, так как его родители умерли, а ему приходилось кормить своих четырёх братьев и трёх сестёр. Работал наборщиком в местной газете, тогда же попробовал создать свою первую группу «The Drifters».
Песней, которая принесла ему первый большой успех, стала «Make Me An Island», которая поднялась до 3 места в английском чарте за 1969 году и заняла первые места ещё в 14 других странах. Джо стал очень популярным в Ирландии и среди ирландских эмигрантов в других странах. В 1978 году он стал первым ирландским певцом, который выступил в Советском Союзе. В 1997 году он перезаписал свою песню «Good Looking Woman», и она заняла первые места в ирландских чартах.
В 1998 и 1999 годах выпустил 2 альбома кавер-версий песен таких исполнителей как Oasis, U2 и Брюс Спрингстин.
Умер 26 декабря 2007 года от кровоизлияния в мозг.

## Песни, ставшие хитами
- 1965: «I Love You More and More Everyday»
- 1967: «The House With the Whitewashed Gable»
- 1968: «The Westmeath Bachelor»
- 1969: «Make Me An Island»
- 1970: «You’re Such a Good Looking Woman»
- 1975: «Lady in Blue» / «My Darling Michelle»
- 1976: «Sister Mary» Duet with Kelly Marie -no:2 Ireland
- 1976: «You belong to me»
- 1977: «I Need You»